# 주한 폴란드 대사관
주한 폴란드 대사관(폴란드어: Ambasada Rzeczypospolitej Polskiej w Seulu)은 대한민국 서울특별시 종로구에 있는 폴란드 대사관이다.

## 공관 연혁
- 1989년 11월 1일: 대한민국-폴란드 국교 수립[1]
- 1989년 12월 1일: 주한 폴란드 대사관 개설[2][3]
- 1998년 4월: 주부산 폴란드 영사부 개설 (2001년 2월 1일 해체)[3]
- 2005년 9월: 주대구 폴란드 영사부 개설[2][3]
- 2012년: 주대구 폴란드 명예총영사관 승격[2][3] (공관장: 명예총영사)[4]

## 역대 공관장
| 대수  | 이름                       | 폴란드어 이름          | 직무 시작 일자   | 비고         |
| ----- | -------------------------- | ---------------------- | ---------------- | ------------ |
| 대리  | 로무알드 데리워            | Romuald Deryło         | 1989년 12월 22일 | 임시대리대사 |
| 제1대 | 옌제이 크라코프스키        | Jędrzej Krakowski      | 1990년 9월 10일  |              |
| 제2대 | 야누쉬 시비트코프스키      | Janusz Świtkowski      | 1994년 11월 6일  |              |
| 제3대 | 타데우쉬 호미츠키          | Tadeusz Chomicki       | 2001년 5월 9일   |              |
| 제4대 | 안졔이 데를라트카          | Andrzej Derlatka       | 2005년 8월 26일  |              |
| 제5대 | 마렉 차우카                | Marek Całka            | 2007년 3월 14일  |              |
| 제6대 | 크쉬슈토프 이그나치 마이카 | Krzysztof Ignacy Majka | 2011년 5월 3일   |              |
| 대리  | 요안나 바시에프스카        | Joanna Wasiewska       | 2017년 4월 1일   | 임시대리대사 |
| 제7대 | 피오트르 오스타셰프스키    | Piotr Ostaszewski      | 2017년 9월 24일  | [ 3 ]        |
| 제8대 | 바르토쉬 비슈니에브스키    | Bartosz Wiśniewski     | 2025년 8월 1일   | [ 5 ] [ 6 ]  |

## 같이 보기
- 폴란드의 재외공관 목록
- 대한민국 주재 외국공관 목록
- 주폴란드 대한민국 대사관